# Robert Mureșan
Robert Andrei Mureșan (Arad, 22 marzo 1991) è un pilota motociclistico rumeno ritiratosi dall'attività agonistica.

## Carriera

### Gli inizi
Le sue prime presenze in competizioni motociclistiche internazionali risalgono al 2005, anno in cui ha partecipato al campionato Europeo Velocità in classe 125 alla guida di una Honda, piazzandosi al 44º posto finale. È rimasto in questa categoria di competizioni anche l'anno successivo, passando al 15º posto finale, questa volta alla guida di una Aprilia.
Proprio in quest'ultimo anno gli è stata data la possibilità di esordire anche nel motomondiale, sempre nella stessa classe e con la stessa motocicletta, ottenendo una wild card per il GP di Turchia, opportunità che non sfrutta mancando la qualificazione per la gara. Nel seguito della stagione gli vengono offerte altre due wild card per partecipare al GP d'Olanda e al GP della Repubblica Ceca, gare che termina in 32ª e 27ª posizione.

### Classe 125
L'anno seguente cambia nuovamente moto, passando ad una Derbi RS 125 R del team Ajo Motorsport pur restando nella stessa classe, partecipa alla stagione intera senza però ottenere punti validi per la classifica mondiale. La cosa si ripete anche nel motomondiale 2008 quando, in sella ad una Aprilia RS 125 R del team Grizzly Gas Kiefer Racing, non ottiene piazzamenti validi per i punti.

### Mondiale Supersport
Nel 2009 è passato a gareggiare nel campionato mondiale Supersport con la Triumph Daytona 675 del team MS Racing, partecipando a sette gare in calendario come pilota sostitutivo, senza prendere punti per la graduatoria piloti. Nel 2010 partecipa come wildcard al campionato europeo Superstock 600 con la Honda CBR600RR del team LVRT Team Romania solo alla prova sul circuito di Valencia. Termina 14º la gara, pertanto ottiene la quarantaquattresima posizione in campionato con 2 punti. Nella stessa stagione prende parte al campionato Europeo Supersport svoltosi in gara unica ad Albacete chiudendo con un ritiro al primo giro.
Ritorna a competere nel mondiale Supersport nel 2011 correndo tre gare come wildcard con la Honda CBR600RR del team PTR Romania Honda, riuscendo ad ottenere il suo primo punto mondiale al GP di Assen. Nel 2013 partecipa a due gare della Superstock 1000 FIM Cup in sella ad una BMW S1000RR del team H-Moto in sostituzione dell'ungherese Alen Győrfi senza riuscire ad ottenere punti.

### Stock 1000
Nel 2014 è pilota titolare nella Superstock 1000 FIM Cup, alla guida della stessa moto del 2014 e con lo stesso team. Compagno di squadra per questa stagione è l'italiano Riccardo Cecchini. Mureșan chiude la stagione al tredicesimo posto in classifica piloti, secondo tra i piloti BMW.  Miglior risultato stagionale in gara è l'ottavo posto ottenuto nel Gran Premio d'Italia a Imola. Nel 2015 partecipa al solo Gran Premio d'Italia a Misano in qualità di wild card con una BMW S1000RR del team H-Moto. Chiude la gara al quindicesimo posto ottenendo un punto.

### Gli ultimi successi e il ritiro
Rimasto al di fuori del circus delle competizioni mondiali, si aggiudica due edizioni consecutive del campionato Est-Europa di Superbike prima del ritiro avvenuto a fine 2019. Da allora lavora come CEO.

## Risultati in gara

### Risultati nel motomondiale
| 2006 | Classe | Moto    |  |  |    |  |  |  |  |    |  |  |    |    |  |  |  |  |  |  | Punti | Pos. |
| ---- | ------ | ------- |  |  | -- |  |  |  |  | -- |  |  | -- | -- |  |  |  |  |  |  | ----- | ---- |
| 2006 | 125    | Aprilia |  |  | NQ |  |  |  |  | 32 |  |  | NE | 27 |  |  |  |  |  |  | 0     |      |

| 2007 | Classe | Moto  |     |    |    |    |    |    |    |    |     |    |    |     |    |    |     |    |    |    | Punti | Pos. |
| ---- | ------ | ----- | --- | -- | -- | -- | -- | -- | -- | -- | --- | -- | -- | --- | -- | -- | --- | -- | -- | -- | ----- | ---- |
| 2007 | 125    | Derbi | Rit | 18 | 22 | 26 | 23 | 19 | 24 | 16 | Rit | 17 | NE | Rit | 29 | 23 | Rit | NQ | 23 | 22 | 0     |      |

| 2008 | Classe | Moto    |     |    |    |     |    |    |    |    |    |    |    |    |  |    |     |     |    |    | Punti | Pos. |
| ---- | ------ | ------- | --- | -- | -- | --- | -- | -- | -- | -- | -- | -- | -- | -- |  | -- | --- | --- | -- | -- | ----- | ---- |
| 2008 | 125    | Aprilia | Rit | 26 | 24 | Rit | 22 | 34 | 24 | 24 | 25 | 22 | NE | 27 |  | 25 | Rit | Rit | 22 | 21 | 0     |      |

| Legenda | 1º posto        | 2º posto            | 3º posto            | A punti      | Senza punti        | Grassetto – Pole position Corsivo – Giro più veloce |
| Legenda | Gara non valida | Non qual./Non part. | Ritirato/Non class. | Squalificato | '-' Dato non disp. | Grassetto – Pole position Corsivo – Giro più veloce |

### Risultati nel mondiale Supersport
| 2009 | Moto    |  |  |  |  |  |  |  |    |     |    |     |     |     |    | Punti | Pos. |
| ---- | ------- |  |  |  |  |  |  |  | -- | --- | -- | --- | --- | --- | -- | ----- | ---- |
| 2009 | Triumph |  |  |  |  |  |  |  | 16 | Rit | 16 | Rit | Rit | Rit | 21 | 0     |      |

| 2011 | Moto  |  |    |    |     |  |  |  |  |  |  |  |  |  |  | Punti | Pos. |
| ---- | ----- |  | -- | -- | --- |  |  |  |  |  |  |  |  |  |  | ----- | ---- |
| 2011 | Honda |  | NP | 15 | Rit |  |  |  |  |  |  |  |  |  |  | 1     | 34º  |

| Legenda | 1º posto        | 2º posto            | 3º posto           | A punti      | Senza punti        | Grassetto – Pole position Corsivo – Giro più veloce |
| Legenda | Gara non valida | Non qual./Non part. | Ritirato/Non class | Squalificato | '-' Dato non disp. | Grassetto – Pole position Corsivo – Giro più veloce |